# Фаховий коледж економіки і технологій Національного університету «Чернігівська політехніка»
Фаховий коледж економіки і технологій Національного університету «Чернігівська політехніка» — навчальний заклад, що розташований у Чернігові, який здійснює підготовку фахівців з харчових технологій, економіки і права.
Створений у 1966 році як окремий навчальний заклад — Чернігівський технікум радянської торгівлі, з 1991 року він мав назву Чернігівський комерційний технікум. У 2011 році технікум увійшов до складу Національного університету «Чернігівська політехніка» як відокремлений структурний підрозділ.
Директор коледжу (з 2006) — Сокол Михайло Вікторович.

## Спеціальності
У Фаховому коледжі економіки і технологій готують фахівців за спеціальностями:
- Харчові технології
- Готельно-ресторанна справа
- Економіка
- Маркетинг
- Фінанси, банківська справа та страхування
- Соціальна робота
- Право
- Підприємництво, торгівля та біржова діяльність

Випускникам закладу присвоюється освітньо-професійний ступінь фахового молодшого бакалавра.

## Історія
Чернігівський технікум радянської торгівлі створено наказом Міністерства торгівлі УРСР № 21 від 20 травня 1966 року згідно з постановою Ради Міністрів УРСР № 204 від 23 лютого 1962 року «Про заходи по покращенню підготовки кадрів для торгівлі і громадського харчування в Українській РСР». Першим директором новоствореного закладу стала Кастрицька Лариса Володимирівна.
Згідно з наказом Міністерства торгівлі України № 91 від 19 вересня 1991 року Чернігівський технікум радянської торгівлі перейменовано у Чернігівський комерційний технікум. Його директором став Іванченко Володимир Вікторович.
З 2006 року директором навчального закладу являється Сокол Михайло Вікторович.
Згідно з наказом Міністерства освіти і науки, молоді та спорту України № 971 від 11 серпня 2011 року Чернігівський комерційний технікум приєднано до Чернігівського державного технологічного університету в якості структурного підрозділу в статусі Коледжу економіки і технологій.
Згідно з наказом Міністерства освіти і науки України № 705 від 28 травня 2020 року «Щодо перейменування відокремлених структурних підрозділів Чернігівського національного технологічного університету» Коледж економіки і технологій ЧНТУ перейменовано у Відокремлений структурний підрозділ «Фаховий коледж економіки і технологій Національного університету „Чернігівська політехніка“».
Коледж має у своємі складі технологічне, економічне та правове відділення, 7 циклових комісій.
За роки існування закладу підготовлено понад 15 тисяч спеціалістів для торгівлі та готельно-ресторанного господарства. Підготовка молодших спеціалістів і фахових молодших бакалаврів у Коледжі здійснюється на базі повної загальної та базової загальної середньої освіти на денній та заочній формі навчання. Загальний ліцензований обсяг підготовки студентів складає 555 осіб.